# Fédération des cercles catholiques
La Fédération des cercles catholiques est une structure de coordination des forces politiques catholiques belges, fondée en 1869 à la suite des congrès de Malines de 1863, 1864 et 1867.

## Introduction
À la suite des congrès de Malines de 1863, 1864 et 1867 et aux besoins de revendications et d’union des catholiques, naît la Fédération des Cercles catholiques le 18 avril 1869. Le parti catholique naît, lui, en 1867 mais ses ambitions commencent bien avant. En effet entre 1846 et 1863 nous pouvons dire que les catholiques forment déjà un parti mais il leur manque l’essentiel d’une organisation. Leurs ambitions sont modestes, par exemple favoriser le développement de nos institutions dans la paix et la légalité. Son origine est politique et non sociale.
La fédération est une structure de coordination des forces politiques catholiques. Elle est une réaction au parti libéral qui formait à ce moment-là l'unique parti de Belgique. Les catholiques commencent petit à petit avec la Fédération à s’affirmer et à revendiquer leurs idées. C’est en Flandre, là où l'esprit catholique est le plus fort, que la Fédération des Cercles prend naissance. Grâce à ce soutien flamand, les catholiques gagneront les élections en 1870 et le gouvernement Malou verra le jour. Lors du scrutin législatif du 10 juin 1884, les catholiques gagnent la majorité absolue qu’ils conserveront jusqu'à la Première guerre mondiale et donnent également le rôle de parti politique à la Fédération des Cercles catholique et des associations conservatrices. La Fédération est donc usuellement désignée sous le nom de Parti Catholique.

## Naissance

### Le contexte historique
Après avoir gagné son indépendance en 1830, la Belgique fut un état unioniste. L’unionisme est ce mouvement politique belge qui rassemble les libéraux et les catholiques en un parti en les faisant coopérer. Cependant, les catholiques étant très proches de l'état belge et du roi, cela crée des frustrations auprès des libéraux qui avaient des tendances anticléricales. Ces libéraux décidaient de se détacher du parti unioniste et de former en 1846 le Parti libéral grâce au financement de la franc-maçonnerie. 
En réalité, il existait un autre parti de fait. Ceux qui n'étaient pas libéraux et qui avaient plus tendance à être de droite. Cependant, ce parti mit du temps à se structurer car il était divisé entre les modérés et les ultra-mondistes. Un réel besoin de structure et de leadership se fit ressentir, et ce encore plus quand les libéraux en 1870 arrivaient avec les réformes pour un enseignement neutre en remplaçant les cours de religion par des cours de morale.

### Les Congrès de Malines
Les Congrès de Malines de 1863, 1864 et 1867 sont le fondement du futur développement du Parti Catholiques. En effet, ils vont donner une impulsion majeure aux forces politiques catholiques sans pour autant arriver à l’apparition d’un parti ou encore la création d’un programme. 
Durant ces congrès, des hommes catholiques se réunissaient pour échanger des points de vue sur la situation intérieure du pays et pour discuter d’une rénovation de la société par la religion. 
Ce qui ressort du premier congrès du 18 au 22 août 1863 c’est la manifestation de fierté des congressistes de travailler ensemble pour la bonne cause, et qu’il y à une vraie volonté de former un parti politique pour défendre ces libertés religieuses. Une liberté comme celle imaginée par les constituants de 1830 qui perçoivent les sentiments religieux de la nation comme un moyen de garder l’ordre social. Ce premier Congrès a eu pour conséquence de donner aux catholiques l’organisation qui leur manquait. 
Ces discours vont, à la suite de ces congrès, être cristallisés en créant la Fédération des Cercles catholique et des associations conservatrices. Elle va réunir tous ces groupements catholiques afin de réunir leurs forces, et donner du sens à leur travail en répondant également aux besoins des temps. La droite parlementaire sera ainsi dès à présent soutenue par une opinion solidement organisée. Les catholiques belges seront enfin dotés de l’organisation qui leur manquait, mais aussi d’un comité central et de statut, tout ça dans le but de défendre les intérêts et les libertés des catholiques. La Fédération des Cercles catholique et des associations conservatrices sera fondée le 18 avril 1969.

## Du FCC au parti catholique
Durant la deuxième partie du XIXe siècle, ce seront les libéraux qui seront principalement au pouvoir. Néanmoins, la victoire aux élections  législatives des libéraux en 1878 à nouveau et plus que jamais attisé chez les catholiques cette envie de se réunir pour réunir les forces catholiques. Dans une période dominée par les libéraux, les catholiques essaient tant bien que mal de se donner progressivement une structure. Ceux-ci vont prendre conscience de leur devoir politique et dès lors intensifier de manière considérable leurs différentes activités récréatives et culturelles. Les catholiques décident donc de donner à la Fédération des Cercles catholiques, qui jusqu'ici avait été une coordination des forces politiques catholiques, le rôle de parti politique catholique à l’occasion du scrutin législatif du 10 juin 1884.  La fédération sera dès  à présent désignée sous le nom de Parti Catholique. Ce parti politique est en réalité davantage un conglomérat de trois forces diverses: la presse catholique, des groupes parlementaires catholiques et des comités électoraux.

## Programme électoral et activités
Le 18  août 1869, la Fédération des cercles catholiques tient son premier Congrès de Malines où vingt-neuf cercles sur les trente et un seront représentés. Amand Neut, le secrétaire de la Fédération, va mettre l’accent sur le fait qu’il faut attirer la jeunesse et de la préparer du mieux qu’on peut à l'idée d’une défense religieuse comme l'a également préconiser un Louvaniste durant le congrès. À Cette époque cette défense religieuse n’est qu’au stade communal et provincial, mais très vite elle sera requise sur la scène nationale.
La Fédération des Cercles catholiques occupe également une grande place dans la résistance catholique. Le 17 décembre 1878, le secrétaire de la Fédération envoie à différents cercles une circulaire afin de leur exposer tous les moyens qui doivent être pris et qui sont à leur disposition pour lutter contre les lois anti-religieuses que le parti libérale veut prendre pour l'enseignement primaire. 
La structuration d’un réel parti politique catholique met donc un petit temps à se faire, mais on voit au fil du temps, progressivement avec la structuration, un programme électoral se construire. Lors d’une assemblée générale de la Fédération des cercles catholiques et des associations conservatrices en avril 1882 Victor Jacobs annonça au programme trois idées de projets bien précis: une réforme électorale, une abrogation de la loi scolaire de 1879 et une liberté provinciale et communale. Ces idées seront popularisées par Auguste Beernaert, Jules Malou et Charles Woeste lors de la campagne électorale des élections législatives qui auront lieu en juin 1882.

## Personnes importantes

### Edouard Ducpétiaux (1804-1868)

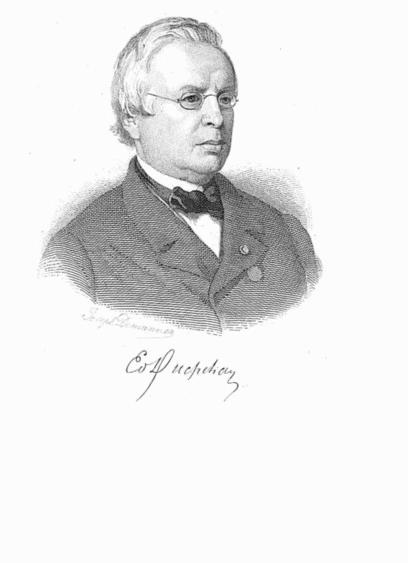

Edouard Ducpétiaux est considéré comme le secrétaire général  ainsi que comme un immense initiateur des Congrès de Malines. Fervent opposant à la peine de mort, il oriente sa politique vers des questions sociales. Pour lui, il faut la création d’un parti catholique qui défend les intérêts de la religion en défendant les libertés de cultes et constitutionnelles ainsi que les droits qui en émanent. Par exemple, concernant la liberté d'enseignement, il veut reconnaître le droit supplétif de l'État de donner l’instruction.Les deux moyens que Ducpétiaux préconise sont d’une part la presse afin de protester contre les altérations à la Constitution. Et d’autre part, les tribunaux en ce qui concerne le redressement de certains griefs.

### Charles Woeste (1837-1922)

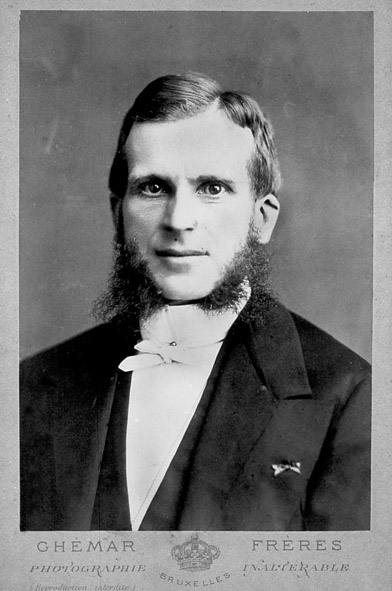

Passionné de politique depuis toujours, Charles Woeste prononce un discours largement remarqué sur les Luttes et triomphes de l’Église durant le premier Congrès de Malines. Ensuite, en 1974, il deviendra le représentant d’Alost où il sera reconnu comme un bon debater. Il honorera ce poste durant quarante-huit ans. Cependant, Woeste est un homme d’État imparfait. En effet, il se limite à des questions politiques intérieures et n’en a que faire de l’Europe et de la protection militaire de la Belgique. Il devient pourtant ministre de la Justice en 1884 et Président de la Fédération des Cercles de 1884 à 1914.

### Victor Jacobs (1838-1891)

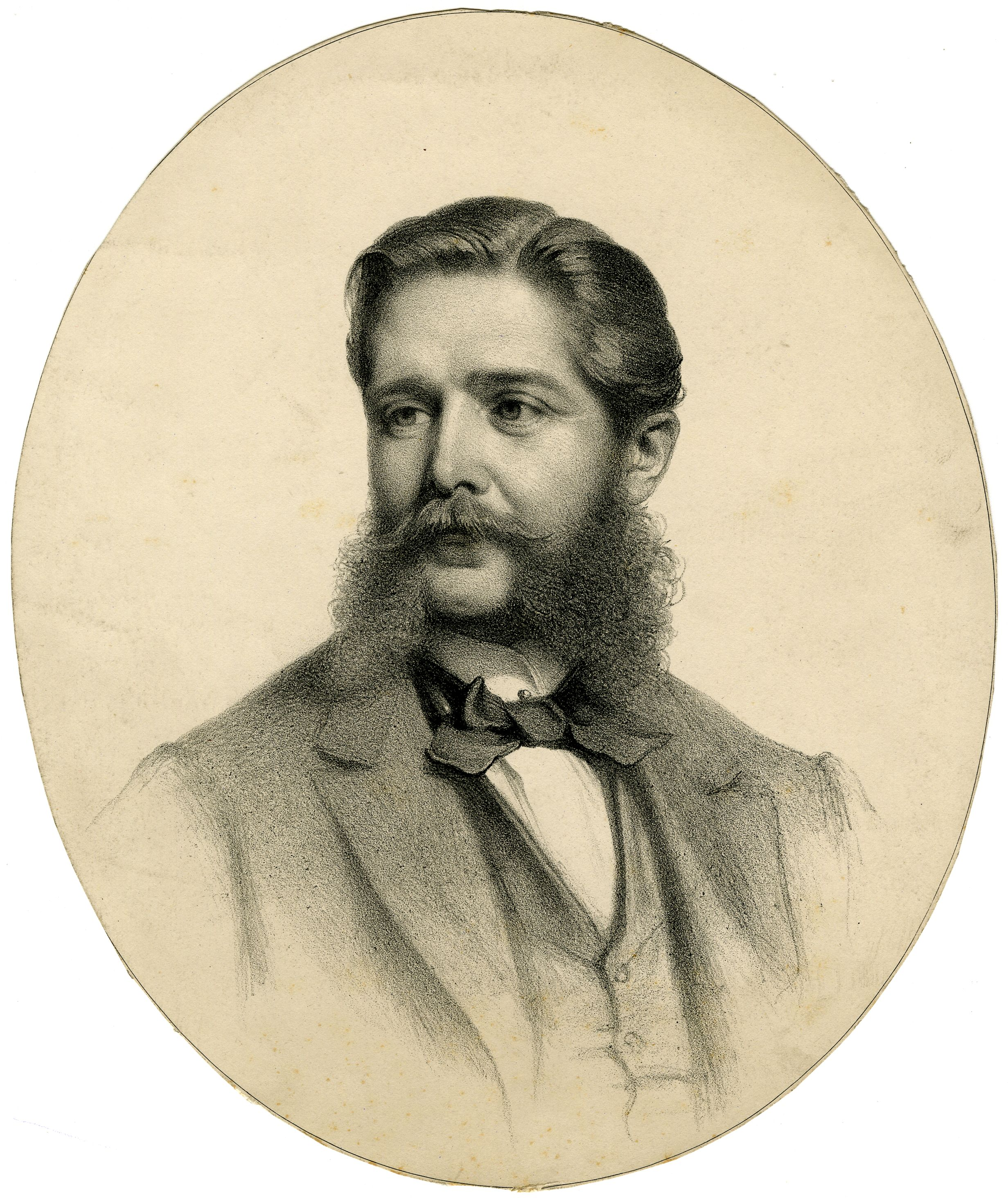

En 1867, Victor Jacob prend part au troisième Congrès de Malines durant lequel il va avancer   le fait que chacun doit rester dans sa sphère sociale, pour lui le clergé ne doit en aucun cas s'immiscer dans la vie politique. Il est également devenu ministre de l’Intérieur en 1884. Au sein du parti catholique, il est considéré comme un chef et un médiateur de fer tenant compte des différentes opinions et sachant hisser les questions politiques en amont des intérêts électoraux. Il sait également accorder les idées de Charles Woeste et Beernaert.

## Fin du parti
La fédération des Cercles catholiques belges gardera jusqu’à la fin de la première guerre mondiale un poids déterminant dans le monde catholique. Mais dès 1935, l’Union catholique se mue en Bloc catholique, composé de deux ailes.
Le lendemain de la seconde guerre mondiale marque de nombreux changements dans le catholicisme belge. Le Bloc catholique devient une formation catholique qui se revendique« nouvelle ». On peut donc rattacher la fin du parti à la sortie de la deuxième guerre mondiale.